# Epiplema spissata
Epiplema spissata är en fjärilsart som beskrevs av W. Warren 1899. Epiplema spissata ingår i släktet Epiplema och familjen Uraniidae. Inga underarter finns listade i Catalogue of Life.